# عیون بوجدور - ساقیه الحمراء
عیون بوجذور (به عربی: العيون بوجدور الساقية الحمراء) یکی از مناطق مراکش بود. این منطقه ۳۹٬۴۸۰ کیلومتر مساحت داشت و جمعیت آن در سال ۲۰۰۴ برابر با ۲۵۶٬۱۵۲ نفر بوده است. مرکز منطقه شهر العیون بود.